# Местовка
Ме́стовка — деревня в Староладожском сельском поселении Волховского района Ленинградской области.

## История
На карте Санкт-Петербургской губернии Ф. Ф. Шуберта 1834 года упоминается деревня Местовка, состоящая из 24 крестьянских дворов.

МЕСТОВКА — деревня принадлежит титулярной советнице Смирновой, число жителей по ревизии: 46 м. п., 56 ж. п. (1838 год)

На карте профессора С. С. Куторги 1852 года отмечена деревня Местовка из 24 дворов.

МЕСТОВКА — деревня наследников госпожи Смирновой, по просёлочной дороге, число дворов — 23, число душ — 66 м. п. (1856 год)

МЕСТОВКА — деревня владельческая при колодце, число дворов — 27, число жителей: 66 м. п., 49 ж. п.; Часовня православная. Волостное правление. (1862 год)

В 1875 году временнообязанные крестьяне деревни выкупили свои земельные наделы у Н. Н. Смирнова и стали собственниками земли.
Согласно епархиальным сведениям 1899 года деревня относилась к приходу Георгиевской церкви при упразднённом Георгиевском монастыре в селе Старая Ладога.
В конце XIX века деревня административно относилась к Михайловской волости 1-го стана Новоладожского уезда Санкт-Петербургской губернии, в начале XX века — 2-го стана.
По данным «Памятной книжки Санкт-Петербургской губернии» за 1905 год деревня Местовка входила в состав Княщинского сельского общества.
Согласно военно-топографической карте Петроградской и Новгородской губерний издания 1915 года в деревне Местовка находился исток реки Ровдушки, притока Писенки (современное название — река Елена).
С 1917 по 1919 год деревня входила в состав Княщинского сельсовета Михайловской волости Новоладожского уезда.
С 1919 года в составе Октябрьской волости Волховского уезда.
С 1924 года в составе Староладожского сельсовета.
Согласно данным переписи населения СССР 1926 года в деревне Местовка проживали 148 человек — все русские.
С 1927 года в составе Волховского района.
В 1928 году население деревни также составляло 148 человек.
По данным 1933 года деревня деревня Местовка входила в состав Староладожского сельсовета Волховского района.

План деревни Местовка. 1941 год

Согласно топографической карте РККА 1941 года деревня насчитывала 30 дворов, в деревне была своя школа.
В 1958 году население деревни составляло 91 человек.
По данным 1966, 1973 и 1990 годов деревня Местовка также входила в состав Староладожского сельсовета.
В 1997 году в деревне Местовка Староладожской волости проживали 52 человека, в 2002 году — также 52 человека (все русские).
В 2007 году в деревне Местовка Староладожского СП — 65.

## География
Деревня находится в северо-западной части района на автодороге 41К-194 (Старая Ладога — Кисельня), к западу от центра поселения, села Старая Ладога.
Расстояние до административного центра поселения — 4 км.
Расстояние до ближайшей железнодорожной станции Волховстрой I — 16 км.
Деревня находится на левом берегу реки Ровдушка.

## Демография
| 1862 | 2007 | 2010 | 2017 |
| ---- | ---- | ---- | ---- |
| 115  | ↘65  | ↘44  | ↗63  |

### Национальный состав
Согласно данным Всероссийской переписи населения 2021 года в деревне проживали 40 человек, все русские.